# Leucastea atrimembris
Leucastea atrimembris is een keversoort uit de familie halstandhaantjes (Megalopodidae). De wetenschappelijke naam van de soort werd in 1933 gepubliceerd door Maurice Pic.